# Leskova Draga
 Leskova Draga  falu Horvátországban, a Tengermellék-Hegyvidék megyében. Közigazgatásilag Ravna Gorához tartozik.

## Fekvése
Fiumétól 36 km-re keletre, községközpontjától 4 km-re északnyugatra, a horvát Hegyvidék középső részén, az A6-os autópálya mellett fekszik.

## Története
Leskova Draga a község legkisebb települése. A Hegyvidék területén egykor sok fűrészmalom működött, közülük az egyik itt állt. A 19. és 20. század fordulóján építették. Ennek maradványai a mai napig is láthatók. A településnek 1890-ben 25, 1910-ben 63 lakosa volt. A falu a trianoni békeszerződésig Modrus-Fiume vármegye Vrbovskoi járásához tartozott. 2011-ben10 lakosa volt.

## Lakosság
| Lakosság változása | Lakosság változása | Lakosság változása | Lakosság változása | Lakosság változása | Lakosság változása | Lakosság változása | Lakosság változása | Lakosság változása | Lakosság változása | Lakosság változása | Lakosság változása | Lakosság változása | Lakosság változása | Lakosság változása | Lakosság változása |
| ------------------ | ------------------ | ------------------ | ------------------ | ------------------ | ------------------ | ------------------ | ------------------ | ------------------ | ------------------ | ------------------ | ------------------ | ------------------ | ------------------ | ------------------ | ------------------ |
| 1857               | 1869               | 1880               | 1890               | 1900               | 1910               | 1921               | 1931               | 1948               | 1953               | 1961               | 1971               | 1981               | 1991               | 2001               | 2011               |
| 0                  | 0                  | 0                  | 25                 | 50                 | 63                 | 55                 | 51                 | 41                 | 60                 | 60                 | 58                 | 42                 | 31                 | 14                 | 10                 |